# 五所川原小唄
五所川原小唄（ごしょがわらこうた）とは、青森県五所川原市に伝わる新民謡。
サブタイトルは「若い五所川原」。

## 概要
五所川原小唄は、1957年（昭和32年）に五所川原平和博覧会が開催された際にレコード化された民謡である。
これからさかのぼる、1949年（昭和24年）当時の地元紙「北辰日報」が戦後復興祭の開催にちなみ、五所川原町（当時）の後援を得て歌詞を公募し（入選作・詞：藤田桂三、日本作詩家協会会員）、当時「東京の花売り娘」などでヒットを飛ばしていた作曲家上原げんと（青森県木造町－現：つがる市－出身）に作曲を依頼した「五所川原小唄」がもととなっている。
その後、1955年（昭和30年）に開催された五所川原市制記念夏まつりに使用する際に、藤田により歌詞の一部が書き換えられ、更に上記レコード化の際に市側からの要請もあり藤田に歌詞の一部が書き換えられている。
レコードはコロムビアの君和田民枝と村岡十九夫のデュエットで吹き込まれ、SPレコード700枚がプレスされた。
ジャンルとしては、新民謡に分類され、曲調は、上原メロディーによく見られる若々しく伸び伸びしたものである。

## 歌詞の一部の書き換えについて
作詞の藤田桂三は後年「歌詞を書き直したのは失敗だった。第一、歌自体に定着性がなくなるし」と述べている。